# Coleção (álbum de Kid Abelha)
Coleção é o décimo quarto álbum da banda brasileira de música pop Kid Abelha lançado originalmente em 2000. Consiste em uma coleção de regravações onde, além dessas, vem o novo hit "Deve Ser Amor". Foi incluída a canção "Eu Sei Voar", que foi gravada para o disco anterior, Autolove, e "Um Momento Só", gravada para Iê Iê Iê (1993). Pode ser considerado um álbum de variedades musicais.

## Faixas
Faixas do álbum Coleção:
1. "Pare o Casamento" (Wanderléa)
2. "Deve Ser Amor"
3. "Eu Sei Voar"
4. "O Telefone Tocou Novamente" (Jorge Ben Jor)
5. "Pingos de Amor" (Paulo Diniz e Odibar)
6. "Teletema" (Evinha)
7. "Mamãe Natureza" (Rita Lee)
8. "Quem Tem Medo de Brincar de Amor" (Os Mutantes)
9. "Esotérico" (Gilberto Gil)
10. "As Curvas da Estrada de Santos" (Roberto Carlos)
11. "Mas, Que Nada" (Jorge Ben Jor)
12. "Um Momento Só"
13. "Pare o Casamento" (versão longa)

## Participações
- Cris Braun: “Deve Ser Amor”
- Jorge Ben Jor: "Mas, Que Nada”

## Formação
- Paula Toller - Voz
- George Israel - Saxofone, Violão, Escaleta, Bandolim, Flauta e Vocais
- Bruno Fortunato - Violão e Bandolim

## Músicos
- Liminha (baixo e bandolim)
- Rodrigo Santos (baixo e vocais)
- Humberto Barros (acordeon e piano de armário)
- André Rodrigues (baixo)
- Ary Dias (percussão)
- Pedro Aristides (trombone)
- Paulo Márcio (trompete)
- Wagner Mayer (trombone)